# Qlink
Et qlink er et billede, som man kan reklamere med på sin websted, og som man kan bytte med andre. De fleste qlink måler 33x31 pixels, men de officielle mål er 81x33 pixels. Nogle får deres qlink til at blinke.
| Internet | Spire Denne internet-relaterede artikel er en spire som bør udbygges. Du er velkommen til at hjælpe Wikipedia ved at udvide den. |